# Limitations de vitesse en Italie

Limitations de vitesse en Italie

En Italie (abréviation officielle: I), les limitations de vitesse en vigueur sont les suivantes :
- 50 km/h en ville
- 90 km/h hors agglomération
- 110 km/h sur voie rapide (signalées par un panneau autoroutier à fond bleu)
- Sur autoroute (signalées par un panneau autoroutier à fond vert) : 
  - 130 km/h par beau temps ;
  - 150 km/h suivant signalisation et concessions (jamais appliqué)[2]
  - 110 km/h par temps de pluie.

Poids-lourds :
- 50 km/h en ville
- 70 km/h sur route nationale
- 80 km/h sur autoroute

Autocars :
- 50 km/h en ville
- 80 km/h sur route nationale
- 100 km/h sur autoroute (90 km/h avec remorque à bagages...)

À Tavullia, une petite ville située à moins de dix kilomètres du circuit de Misano, théâtre du Grand Prix moto de Saint-Marin, le maire a pris en 2008 un arrêté de police ramenant la limitation de vitesse en agglomération de 50 km/h à 46 km/h, en l'honneur ... du numéro 46 de la moto de Valentino Rossi. Le grand champion motocycliste italien habite en effet dans le village et un véritable culte lui est voué !

## Autres règles et us et coutumes
- Allumage des feux de croisement obligatoire :
  - toujours, hors agglomération.
- L'alcoolémie maximum autorisée au volant : 0,5 g/l d'alcool dans le sang.
- Le stationnement est réglementé par un marquage au sol :
  - gratuit : lignes blanches ;
  - payant : lignes bleues ;
  - réservé : lignes jaunes.
- Le triangle de pré-signalisation est obligatoire.
- En intersection, lorsqu'on tourne à gauche, le croisement s'effectue par devant,comme aux États-Unis, au Canada, au Royaume-Uni et en Indonésie.